# Rifugio Gaspare Oberto-Paolo Maroli
Il rifugio Gaspare Oberto-Paolo Maroli (2.796 m s.l.m.) è un rifugio delle Alpi Pennine situato nel comune di Macugnaga.

## Caratteristiche
Il rifugio si trova poco sotto il passo del Monte Moro nel versante italiano e nei pressi dell'arrivo della funivia che sale da Macugnaga.
È intitolato a Gaspare Oberto, guida alpina ed a Paolo Maroli, alpinista prematuramente scomparso.
Si trova lungo il percorso del Tour del Monte Rosa.

## Accesso
Se si utilizza la funivia che sale da Macugnaga il rifugio è raggiungibile in pochi minuti. In alternativa sempre da Macugnaga si può salire al rifugio in circa 4 ore. Dal versante svizzero si può partire dalla diga del Lago Mattmark al termine della Saastal ed il rifugio è raggiungibile in circa 2 ore e trenta.

## Ascensioni
- Strahlhorn - 4.190 m
- Schwarzberghorn - 3.609 m
- Joderhorn - 3.034 m
- Battel - 2.928 m

## Traversate
- Rifugio Eugenio Sella - 3.029 m. Questo percorso in quota viene detto traversata dei camosci.